# Andrew Urlaub
Andrew Urlaub, född 2001, är en amerikansk backhoppare. Han deltog i Världsmästerskapen i nordisk skidsport 2019 i Innsbruck/Seefeld. Han kom på tjugosjunde plats i Juniorvärldsmästerskapen i nordisk skidsport 2019 i Lahtis, Finland